# Liste d'administrateurs-maires et maires d'Abidjan
De 1927 à 1990, la ville d'Abidjan a été gouvernée par des Administrateurs-Maires (Français) et Maires (Ivoiriens).

## Les Administrateurs-Maires
Les administrateurs-maires de la ville d'Abidjan de mai 1927 à novembre 1956 :
| Image | Nom                | Date de début et de fin de gouvernance |
| ----- | ------------------ | -------------------------------------- |
|       | Flottes de Pouzols | 23 mai 1927 -                          |
|       | Rey                | 27 août 1931 au 31 octobre 1932        |
|       | Montespan          | 17 décembre 1932 au 28 octobre 1937    |
|       | M. Saint-Pierre    | 24 décembre 1937 au 28 janvier 1938    |
|       | M. Darre           | 24 mai 1938 au 31 mai 1940             |
|       | Le Corvaisier      | 23 novembre 1940 au 29 mars 1941       |
|       | Landrau            | 30 mai 1941 au 28 janvier 1943         |
|       | Goff               | 17 novembre 1943 au 30 octobre 1945    |
|       | Petit              | 10 décembre 1945 au 18 janvier 1946    |
|       | La Laurette        | 16 mai 1946 au 8 avril 1947            |
|       | H. Abel            | 12 août 1947 au 5 juillet 1950         |
|       | L. Ferlande        | 5 juillet 1950 au 30 mai 1952          |
|       | C. L. Durand       | 2 août 1952 au 29 janvier 1954         |
|       | L. Magendie        | 26 février 1954 au 30 juin 1955        |
|       | J. Lespinasse      | 6 juillet 1955 au 14 novembre 1956     |

## Les Maires
Les maires de la ville d'Abidjan de 1956 à 1990 :
| Image | Nom                    | Date de début et de fin de gouvernance |
| ----- | ---------------------- | -------------------------------------- |
|       | Félix Houphouët-Boigny | De 1956 à fin 1960,                    |
|       | Antoine Konan Kanga    | De 1960 à 1981,                        |
|       | Emmanuel Dioulo        | De 1981 à mars 1985,                   |
|       | Ernest N'Koumo Mobio   | De mars 1985 à 1990,                   |

## À Voir Aussi